# Annona scandens
Annona scandens Diels ex Pilg. – gatunek rośliny z rodziny flaszowcowatych (Annonaceae Juss.). Występuje naturalnie w Kolumbii, Ekwadorze, Peru, północnej części Boliwii oraz w Brazylii w stanach Acre, Amapá i Pará). 

## Morfologia
PokrójZimozielone drzewo lub krzew.
LiścieMają eliptyczny kształt. Mierzą 10–13,5 cm długości oraz 3,5–4,5 cm szerokości. Nasada liścia jest zaokrąglona. Wierzchołek jest ostry lub spiczasty. Ogonek liściowy jest nagi i dorasta do 5–6 mm długości.
KwiatySą pojedyncze. Rozwijają się w kątach pędów. Działki kielicha są spiczaste i dorastają do 8 mm długości. Płatki mają trójkątnie owalny kształt. Osiągają do 18–23 mm długości.
OwoceTworzą owoc zbiorowy. Mają cylindryczny kształt. Osiągają 2,5 cm długości oraz 1,5 cm średnicy.

## Biologia i ekologia
Rośnie w wilgotnych wiecznie zielonych lasach. Występuje na terenach nizinnych.